# Ben Hur (roman)
Ben Hur, intitulat în alte traduceri Ben-Hur, (în engleză Ben-Hur: A Tale of the Christ) este un roman de ficțiune istorică scris de Lew Wallace și publicat de editura Harper & Brothers la 12 noiembrie 1880. Este considerată „cea mai influentă carte creștină din secolul al XIX-lea” și a devenit cel mai bine vândut roman american, depășind Coliba unchiului Tom (1852) a lui Harriet Beecher Stowe ca număr de exemplare vândute. 
Cartea a inspirat și alte romane a căror acțiune se petrece în vremurile biblice și a fost adaptată pentru teatru și film. Ben Hur a rămas în fruntea listelor de bestseller-uri până la publicarea romanului Pe aripile vântului (1936) al lui Margaret Mitchell. După lansarea adaptării cinematografice din 1959 a lui Ben Hur, care a fost vizionată de zeci de milioane de spectatori și a obținut unsprezece premii Oscar în 1960, vânzările cărții au crescut și le-au depășit pe cele ale romanului Pe aripile vântului. Binecuvântat de Papa Leon al XIII-lea, romanul a fost prima operă literară de ficțiune care a obținut o astfel de onoare. Succesul romanului și adaptărilor sale teatrale și cinematografice l-a transformat într-un simbol cultural popular, care a fost folosit pentru a promova numeroase produse comerciale.
Ben Hur este povestea eroică a unui personaj ficțional pe nume Iuda Ben Hur, un prinț evreu din Ierusalim, care este acuzat pe nedrept că ar fi încercat să-l asasineze pe prefectul imperial roman Valerius Gratus, condamnat pentru trădare și luat ca sclav de romani la începutul secolului I. El este eliberat de un comandant militar, după trei ani pe o galeră, și adoptat de acesta, apoi devine concurent în cursele de care. Intriga romanului o constituie dorința de răzbunare a lui Ben Hur care-l face să cunoască în cele din urmă compasiunea și iertarea creștină, iar personajul se convertește la creștinism. Povestea lui Iuda se derulează în paralel cu cea a lui Isus Cristos, care vine din aceeași regiune și are o vârstă apropiată.

## Rezumat

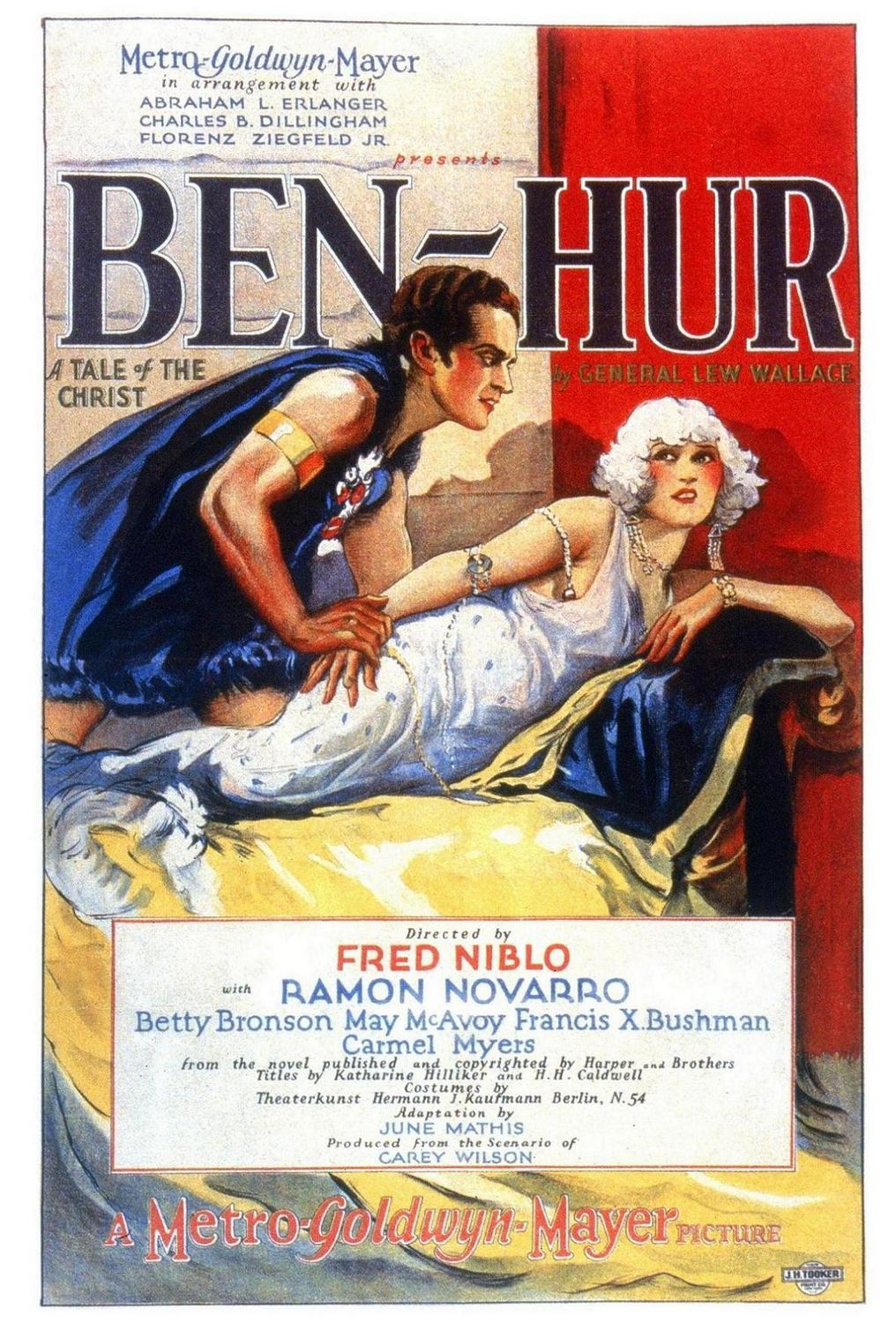
Afișul ecranizării cinematografice din 1925 a lui Ben-Hur.

Cei trei magi biblici (egipteanul Baltazar, indianul Melchior și grecul Gaspar) se întâlnesc în deșertul Iudeei în anul 747 de la zidirea Romei, urmând o stea strălucitoare care-i călăuzește către locul unde s-a născut Mântuitorul omenirii. Ei sosesc la Ierusalim și, după o vizită la regele Irod cel Mare, se îndreaptă spre Betleem. Între timp, tâmplarul Iosif din Nazaret și soția sa, Maria, care era însărcinată, ajung la Betleem și se adăpostesc într-o peșteră de pe un deal din apropiere, unde se naște Isus. Un înger vestește nașterea lui Cristos unui grup de șapte păstori, care se duce la peșteră să i se închine, răspândind această veste mai multor persoane. Magii sosesc și ei în cele din urmă, aducând copilului nou-născut ca daruri aur, smirnă și tămâie.
Trec douăzeci și unu de ani de la întâmplările descrise mai sus. Tânărul Messala, fiul perceptorului roman al Iudeei, se întoarce la Ierusalim după cinci ani petrecuți la studii la Roma și îl revede pe prietenul său din copilărie, prințul evreu Iuda Ben Hur. Cei doi tineri își dau seama că anii scurși i-au schimbat și ei au acum idei și aspirații foarte diferite. Disprețul manifestat de Messala față de religia și tradițiile evreiești determină decizia lui Iuda de a merge la Roma pentru a dobândi abilități militare pe care să le folosească mai târziu în lupta împotriva Imperiului Roman. În timp ce prințul evreu urmărea de pe acoperișul casei sale procesiunea intrării în oraș a noului prefect Valerius Gratus, o țiglă se desprinde și-l lovește pe demnitarul roman, doborându-l de pe cal. Messala îl acuză pe Iuda de tentativă de asasinat, iar nobilul evreu este trimis, fără a fi judecat, ca sclav pe viață la galere; mama și sora lui sunt închise într-o închisoare romană, iar averea familiei este confiscată. Iuda jură să se răzbune pe Messala, iar pe drumul către port trece prin Nazaret unde îl întâlnește pentru prima oară pe Isus, care îi oferă apă de băut și-i transmite un sentiment de speranță.
Iuda supraviețuiește trei ani ca sclav pe o galeră romană, ținut în viață doar de dorința de răzbunare. Tribunul Quintus Arrius este impresionat de povestea lui și dispune ca sclavul evreu să nu mai fie înlănțuit atunci când vâslește. În timpul unei lupte cu pirații greci din Marea Egee, galera Astreea se scufundă, iar Iuda îl salvează pe tribun de la înec, cei doi fiind recuperați apoi de o navă romană. Bătălia cu pirații se termină cu victoria romanilor, iar Arrius obține eliberarea din sclavie a lui Iuda, pe care îl adoptă și îl face moștenitorul averii sale.
În următorii cinci ani Iuda urmează cariera armelor și câștigă mai multe curse de care de luptă organizate în Circus Maximus. După moartea lui Arrius, el călătorește la Antiohia pentru a participa la campania militară împotriva parților și află că acolo trăiește Simonide, fostul servitor al tatălui său real, care înmulțise averea familiei ce scăpase confiscării. Se întâlnește cu acesta, dar nu-și poate dovedi identitatea reală. Cu prilejul unei plimbări la sanctuarul de la Daphne, Iuda află că Messala va participa la o cursă de care ce urma să aibă loc în curând. Dornic să se răzbune, el își oferă serviciile șeicului Ilderim pentru a-i conduce carul la cursa următoare. În oaza unde se aflau corturile șeicului, Iuda îl întâlnește pe bătrânul mag Baltazar, care îi relatează povestea întâlnirii magilor și îi spune că misiunea divină a Mântuitorului, profețită de scripturi, este pe cale să înceapă.
Iuda Ben Hur este recunoscut de Messala, care-l anunță printr-o scrisoare pe Valerius Gratus, dar și de Simonide, care-i returnează averea familiei sale. Prințul evreu, comerciantul antiohian și șeicul arab convin să pună toți banii la dispoziția viitorului rege al iudeilor, pe care îl cred a fi salvatorul țării de sub dominația romană. Cursa de care organizată în arena din Antiohia este câștigată de Ben Hur, după ce acesta atinge în mod deliberat cu osia carului său una din roțile carului lui Messala, determinând distrugerea carului și călcarea lui Messala de către caii altor concurenți. Rămas invalid și ruinat de pe urma pariurilor pierdute, Messala îl trimite pe nordicul Thord să-l ucidă pe Iuda, dar acțiunea mârșavă nu este dusă la capăt.
Pentru a elimina amenințarea ce planează asupra lui Ben Hur, Simonide îl mituiește pe înaltul demnitar roman Sejanus (prefect al Gărzii Pretoriene) pentru a-l schimba din funcție pe prefectul Iudeei. Noul prefect, Ponțiu Pilat, îi eliberează pe majoritatea prizonierilor, inclusiv pe mama și pe sora lui Iuda. Cele două femei se îmbolnăviseră în închisoare de lepră și fuseseră alungate din oraș, fiind ajutate periodic de Amrah, servitoarea egipteană a familiei. Planurile romanilor de a folosi banii donați Templului pentru a construi un nou apeduct declanșează o revoltă a evreilor, iar Iuda profită de nemulțumirea populară pentru a organiza o armată în deșertul din Galileea, cu ajutorul lui Simonide și Ilderim. Primirea unui mesaj despre apariția unui profet ce era considerat a fi vestitorul lui Hristos îl determină pe Ben Hur să călătorească la apa Iordanului, asistând astfel la botezarea lui Isus de către Ioan Botezătorul. Bătrânul Baltazar și tânărul Ben Hur îl recunosc pe Mântuitor în persoana lui Isus din Nazaret.
Trec încă trei ani. Ben Hur își răscumpărase casa de la Pilat, iar armata sa din deșertul Galileei devenise numeroasă. Iuda îl urmase pe Isus, fiind martor al minunilor săvârșite de acesta. Aflând de puterile vindecătoare al lui Isus, mama și sora lui Iuda îl așteaptă pe marginea drumului către Ierusalim și sunt vindecate de lepră, putându-se reîntoarce acasă. Ben Hur este martor la arestarea lui Isus, la purtarea sa pe străzile Ierusalimului către Golgota și apoi la răstignirea sa, înțelegându-i misiunea divină de mântuire a omenirii prin propria moarte.
Iuda renunță la dorința de răzbunare și devine creștin, fiind inspirat de iubire și de speranța într-un regat ceresc. El se căsătorește cu Estera, fiica lui Simonide, și locuiește fericit la Misenum și apoi la Antiohia, sprijinind zeci de ani cu averea sa în creștere biserica creștină din Antiohia. Aflând de persecutarea creștinilor de către împăratul Nero, Ben Hur și prietenii săi decid să construiască o biserică subterană la Roma, în care martirii creștini să fie înmormântați și venerați. Biserica va supraviețui de-a lungul veacurilor și este cunoscută astăzi sub numele de Catacomba Sfântului Calixt.

## Structură
Romanul este împărțit în opt părți (denumite cărți), fiecare având la rândul ei mai multe capitole numerotate cu cifre romane, după cum urmează:
- Cartea întâia – 14 capitole
- Cartea a doua – 7 capitole
- Cartea a treia – 6 capitole
- Cartea a patra – 17 capitole
- Cartea a cincea – 16 capitole
- Cartea a șasea – 6 capitole
- Cartea a șaptea – 5 capitole
- Cartea a opta – 10 capitole

## Personaje
- Iuda Ben Hur (în textul original Judah Ben-Hur) — prinț evreu al Ierusalimului care descinde dintr-o familie regală a Iudeei; fiul lui Itamar;[10] este transformat de romani în sclav și devine apoi concurent în cursele de care și însoțitor al lui Cristos. Numele Ben Hur provine de unul din cei doisprezece guvernatori districtuali evrei ai regelui Solomon (1 Regi 4:8); el înseamnă, de asemenea, „fiul pânzelor albe”.[11] În prima sa apariție în cartea lui Wallace, el este descris ca un tânăr de 17 ani ce purta o îmbrăcăminte de „pânză fină albă”.[12] Wallace a ales acest nume biblic deoarece putea fi „scris, tipărit și pronunțat ușor”.[4][5][13]
- Miriam — mama lui Iuda Ben Hur.[14]
- Tirzah — sora mai mică a lui Iuda.[15]
- Simonide (în textul original Simonides) — slujitor loial al lui Itamar, tatăl lui Iuda; devine un negustor bogat în Antiohia.[16]
- Estera (în textul original Esther) — fiica lui Simonide; ea devine soția lui Iuda și mama copiilor lui.[17] Wallace a numit acest personaj ficțional după propria sa mamă, Esther French (Test) Wallace.[18][19]
- Maluc (în textul original Malluch) — slujitorul lui Simonide; devine prietenul lui Iuda.[20]
- Amrah — sclavă egipteană; fostă slujitoare în casa familiei Ben Hur.[21]
- Messala — nobil roman și fiu al perceptorului roman al Iudeei;[22] prieten din copilărie și rival al lui Iuda.[23]
- Ishmael — marele preot evreu al Iudeei numit de romani în locul lui Ana.[24]
- Valerius Gratus — cel de-al patrulea prefect imperial roman al provinciei Iudeea.[25] Iuda este acuzat în mod fals de încercare a asasinării sale.[26]
- Quintus Arrius — comandant naval roman și apoi duumvir; Iuda îl salvează de la înec; Arrius îl adoptă pe Iuda ca fiu al său, eliberându-l din sclavie și făcându-l cetățean roman și moștenitor al averii sale.[27]
- Baltazar (în textul original Balthasar) — învățat egiptean; fiul unui preot din Alexandria, de neam princiar; unul din magii biblici, alături de Melchior, un învățat hindus, și Gaspar, un învățat grec, care au fost conduși de o stea la Betleem pentru a se închina lui Isus din Nazaret.[28]
- Iras — frumoasa fiică a lui Baltazar; una din iubitele lui Iuda, care-l trădează și-l respinge mai târziu; ea devine amanta lui Messala și-l ucide în cele din urmă.[28][29]
- Șeicul Ilderim — un bătrân șef de trib arab care acceptă să-l lase pe Iuda să-i conducă carul în cursa din Antiohia.[29][30]
- Pilat — înlocuitorul lui Valerius Gratus în funcția de procurator (prefect) al Iudeei;[31] le eliberează pe mama și sora lui Iuda din temnița romană.[32]
- Thord — un nordic angajat de Messala pentru a-l ucide pe Iuda; îl trădează pe Messala și-l lasă în viață pe Iuda.[33]
- Isus din Nazaret — Cristos, Mesia, Mântuitorul; fiul Fecioarei Maria.[34]
- Maria — mama lui Isus și soția lui Iosif din Nazaret.[35]
- Iosif din Nazaret — tâmplar evreu, coborâtor din neamul regelui David; soțul Mariei, mama lui Isus.[36]
- Ioan Nazarineanul — ucenic al lui Cristos.[37]

## Contextul scrierii
Până în momentul publicării lui Ben-Hur în 1880, Wallace publicase deja primul său roman, The Fair God; or, The Last of the 'Tzins (1873), și piesa Commodus: An Historical Play (1876), care nu a fost niciodată jucată. El a continuat să publice alte câteva romane și biografii, printre care The Prince of India; or, Why Constantinople Fell (1893), o biografie a președintelui Benjamin Harrison în 1888 și The Wooing of Malkatoon (1898), dar Ben-Hur a rămas opera sa cea mai importantă și romanul cel mai bine cunoscut. Editoarea Amy Lifson de la Humanities a numit Ben-Hur drept cea mai influentă carte creștină a secolului al XIX-lea, în timp ce alții au identificat-o ca fiind unul dintre cele mai bine vândute romane din toate timpurile. Carl Van Doren a scris că Ben-Hur a fost, alături de Coliba unchiului Tom, prima carte de ficțiune citită de mulți cetățeni americani. Intenția inițială lui Wallace era să scrie o poveste a magilor biblici ca un foileton de revistă, așa cum a început în 1873, dar și-a schimbat planul prin 1874. Ben-Hur începe cu povestea magilor, dar restul romanului leagă povestea lui Cristos de aventurile personajului fictiv al lui Wallace, Iuda Ben Hur.

### Influențe
Citând-o ca sursă de inspirație pentru Ben Hur, Wallace a relatat despre călătoria care i-a schimbat viața și despre discuția purtată cu colonelul Robert G. Ingersoll, un bine-cunoscut orator public și lider politic agnostic, pe care l-a întâlnit în tren cu prilejul unei deplasări la Indianapolis în 19 septembrie 1876. Ingersoll l-a invitat pe Wallace să i se alăture în compartimentul său pe parcursul călătoriei. Cei doi bărbați au dezbătut ideologia religioasă, iar Wallace a abandonat discuția, dându-și seama cât de puțin știa despre creștinism. El s-a hotărât să realizeze o cercetare proprie pentru a scrie despre viața lui Cristos. Wallace a explicat: „Mi-era rușine de mine și mă grăbesc acum să declar că mortificarea mândriei pe care am îndurat-o atunci ... s-a încheiat printr-o decizie fermă de a studia întreaga chestiune, doar pentru satisfacția de a avea convingeri de un fel sau de altul”. Nu se știe precis când a decis Wallace să scrie un roman inspirat de viața lui Cristos, dar el scrisese deja, cu cel puțin doi ani înainte de discuția cu Ingersoll, un manuscris despre cei trei magi pentru a fi publicat în foileton într-o revistă. Cercetările efectuate cu privire la creștinism l-au ajutat pe Wallace să-și clarifice propriile sale idei și credințe. El a dezvoltat romanul pornind de la propria cercetare a subiectului.
Ben Hur a fost, de asemenea, parțial inspirat de dragostea lui Wallace pentru romanele romantice, mai ales cele scrise de Sir Walter Scott și Jane Porter, precum și Contele de Monte-Cristo (1846) de Alexandre Dumas tatăl. Romanul lui Dumas era inspirat din memoriile unui cizmar francez de la începutul secolului al XIX-lea, care a fost închis pe nedrept și și-a petrecut restul vieții căutând să se răzbune. Wallace a fost impresionat de starea de izolare a cizmarului în închisoare. El a explicat în autobiografia sa că în timp ce scria Ben Hur, „contele de Monte-Cristo în temnița sa de piatră nu a mai fost pierdut pentru lume”.
Alți autori au analizat Ben Hur în contextul propriei vieți a lui Wallace. Istoricul Victor Davis Hanson a susținut că romanul a fost inspirat de experiența de comandant de divizie a lui Wallace în timpul Războiului Civil American, sub conducerea generalului Ulysses S. Grant. Hanson compară experiența reală de viață a lui Wallace pe câmpul de luptă (în elaborarea tacticilor și conducerea bătăliei, precum și invidia existentă în rândul comandanților militari din Războiul Civil American) cu cea a personajului ficțional Iuda, care a vătămat fără intenție un comandant militar de rang înalt, provocând astfel o tragedie și suferință pentru familia Ben Hur. Deciziile controversate de comandă ale lui Wallace și întârzierea sosirii sale pe câmpul de luptă în prima zi a Bătăliei de la Shiloh, în care armata lui Grant a suferit pierderi grele, a provocat zarvă în nordul SUA, a deteriorat reputația militară a lui Wallace și i-a atras acuzații de incompetență.
John Swansburg, redactorul-șef adjunct de la Slate, sugerează că întrecerea de care între personajele Iuda și Messala ar fi putut fi inspirată de o cursă de cai în care Wallace l-ar fi învins pe Grant cândva după bătălia de la Shiloh. Priceperea superioară a lui Iuda în conducerea cailor l-a ajutat să-l învingă pe Messala într-o cursă de care ce i-a adus o mare avere lui Iuda. F. Farrand Tuttle Jr., un prieten de familie al lui Wallace, a relatat povestea unei curse de cai între Grant și Wallace în numărul din 19 februarie 1905 al ziarului Denver News, dar Wallace nu a menționat-o niciodată. S-ar putea ca această întâmplare să fie doar o legendă a familiei Wallace, dar romanul, care conține o cursă de care plină de acțiune, l-a făcut pe Wallace un om bogat și i-a creat o reputație de scriitor și orator celebru.

### Cercetare și scriere

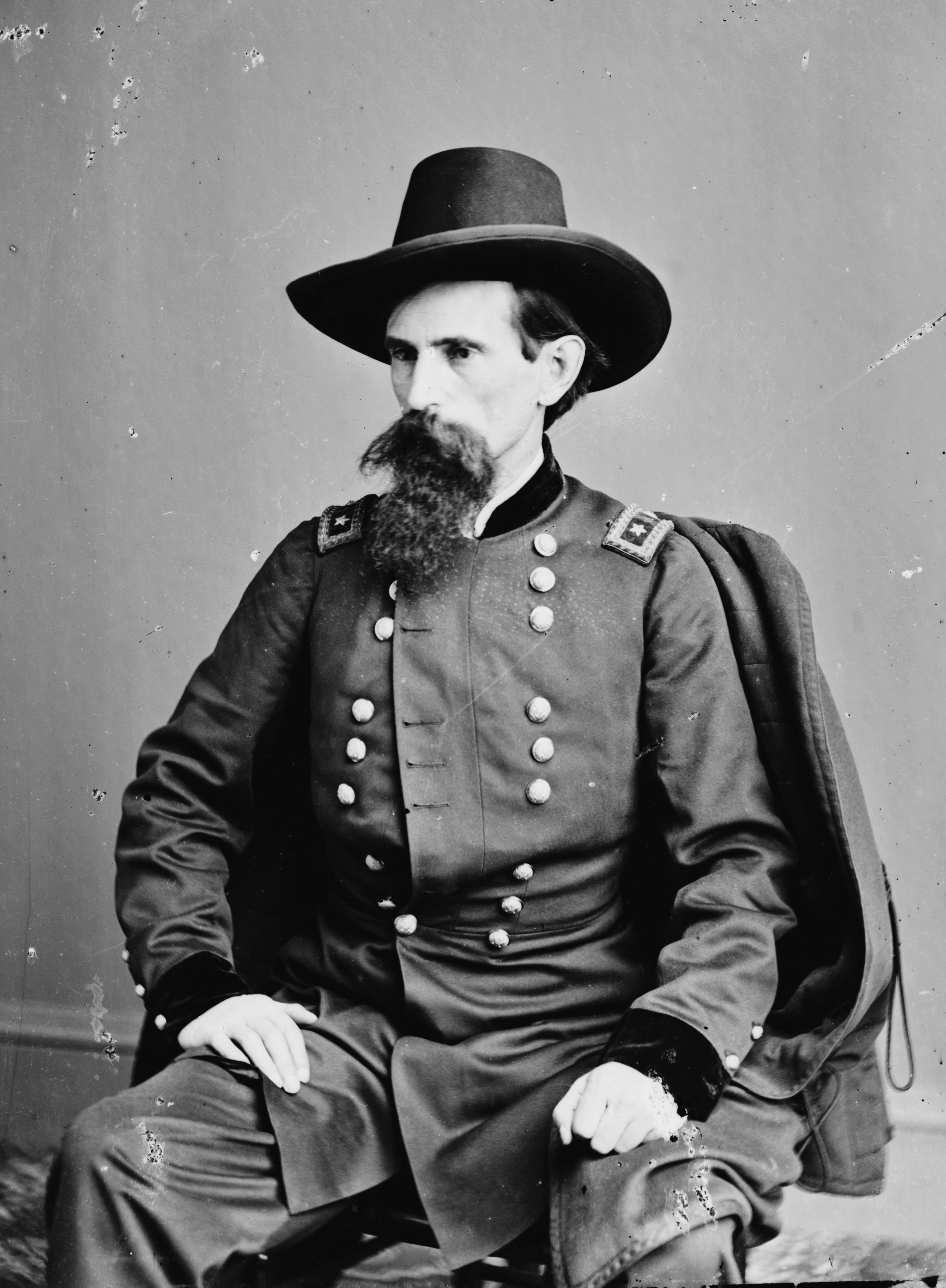
Lew Wallace, general al Uniunii, c. 1862–1865

Hotărât ca romanul său să fie cât mai exact din punct de vedere istoric, Wallace a efectuat cercetări ample cu privire la Orientul Mijlociu din perioada de timp acoperită în roman, dar el nu a călătorit la Roma sau în Țara Sfântă până la data publicării cărții. Wallace a început să realizeze cercetări istorice în 1873, la Biblioteca Congresului din Washington, D.C., și a făcut mai multe călătorii de cercetare suplimentare la Washington, Boston și New York.
Pentru a crea un context autentic al poveștii, Wallace a adunat referințe cu privire la istoria romană, precum și pe teme de geografie, cultură, limbă, obiceiuri, arhitectură și viața de zi cu zi din lumea antică de la bibliotecile de pe teritoriul Statelor Unite ale Americii. El a studiat, de asemenea, Biblia. Wallace intenționa să identifice plante, păsări, nume, practici arhitecturale, precum și alte detalii. Mai târziu, el a scris: „Am examinat cataloage de cărți și hărți, și am trimis pentru tot ceea ce ar putea fi de folos. Am scris mereu cu un tabel în fața ochilor mei — o publicație germană care arăta orașele și satele, toate locurile sacre, înălțimile, văile, trecătorile, traseele și distanțele”. Wallace a călătorit, de asemenea, la Boston și Washington, D.C. pentru a cerceta proporțiile exacte ale vâslelor unei trireme romane. La mijlocul anilor '80, în timpul unei vizite în Țara Sfântă după ce Ben Hur a fost publicat, Wallace a constatat că estimările sale s-au dovedit a fi corecte și că el „nu ar putea găsi nici un motiv pentru a face o singură modificare în textul cărții”.

Un exemplu al atenției pentru detalii a lui Wallace îl reprezintă descrierea cursei de care ficționale și a arenei din Antiohia. Folosind un stil literar care se adresa în mod direct publicului, Wallace a scris:
Nu e nevoie de prea multă fantezie să ne închipuim arena aceea luminată, strălucitoare, cu nisipul orbitor de alb pe jos, cu zidurile de granit, cu viile culori ale draperiilor, ale îmbrăcămintei spectatorilor, și cu palpitarea fierbinte a sufletelor, care și-au pus aici în joc toată slava gloriei de națiune, averea și viața lor – ca să cumpănim ce însemnau pentru ei alergările acestea.
Cea mai mare parte a cărții a fost scrisă de Wallace în timpul său liber: seara, în timpul ce călătorea, și în casa lui din Crawfordsville, Indiana, unde a scris adesea vara în aer liber, așezat sub fagul său favorit din apropierea casei. (Copacul a fost numit începând de atunci Fagul lui Ben Hur.) După numirea sa ca guvernator al Teritoriului New Mexico, Wallace s-a mutat la Santa Fe, New Mexico, unde a activat ca guvernator teritorial din august 1878 până în martie 1881. El a finalizat Ben Hur în 1880 la Palatul Guvernatorilor din Santa Fe. Wallace a scris mai ales noaptea, după ce și-a terminat treburile sale oficiale, într-o cameră din palat pe care a descris-o odată în călătoriile sale prin țară ca locul de naștere al lui Ben Hur. Wallace a amintit în memoriile sale cum a compus scenele culminante ale Răstignirii la lumina felinarului: „Fantomele, în cazul în care erau prin preajmă, nu m-au deranjat, iar în mijlocul acelui adăpost sumbru am văzut Răstignirea și m-am străduit să scriu ceea ce am văzut”.
În martie 1880 Wallace a copiat manuscrisul final al lui Ben Hur cu cerneală violetă ca un tribut pentru perioada Postului Mare, și-a luat concediu din postul de guvernator al teritoriului New Mexico și a călătorit la New York pentru a-l preda editorului. La 20 aprilie, Wallace a prezentat personal manuscrisul lui Joseph Henry Harper de la Harper and Brothers, care l-a acceptat pentru publicare. La momentul publicării lui Ben Hur, ideea de a-l prezenta pe Cristos și Crucificarea sa într-un roman ficțional a fost o problemă sensibilă. Reprezentarea lui Cristos de către Wallace ar fi putut fi considerată de unii ca o blasfemie, dar calitatea manuscrisului și asigurările sale că nu a intenționat să-i jignească pe creștini prin scrierea sa a depășit rezervele editorului. Harper l-a lăudat ca fiind „cel mai frumos manuscris care a fost adus vreodată la această editură. Un experiment îndrăzneț de a-l face pe Cristos un erou care a fost încercat de multe ori și a eșuat întotdeauna”. Harper and Brothers i-au oferit lui Wallace un contract prin care ar fi câștigat zece procente din drepturi de autor și a publicat Ben Hur la 12 noiembrie 1880. El a fost vândut inițial la un preț de 1.50 $ pe exemplar, care era destul de mare în comparație cu alte romane populare publicate la acea vreme.

### Convingerile religioase ale lui Wallace
Este ironic faptul că un roman biblic celebru, care a rivalizat în popularitate cu Biblia în Epoca de Aur, a fost inspirat de o discuție cu un agnostic îndârjit și scris de un autor care nu a fost niciodată un membru al vreunei biserici. Publicarea sa a produs speculații cu privire la credința religioasă a autorului. Wallace a susținut că atunci când a început să scrie Ben-Hur, el nu a fost „deloc influențat de un sentiment religios” și „nu avea nici o convingere despre Dumnezeu sau Cristos”, dar el a fost fascinat de povestea biblică a călătoriei celor trei Magi pentru a-l găsi pe Isus, regele iudeilor. După studierea intensivă a Bibliei și a Țării Sfinte și înainte de a-și fi terminat romanul, Wallace a devenit un credincios creștin. În autobiografia sa, Wallace a recunoscut:
La început, înainte de a fi distras, aș dori să spun că eu cred într-un mod absolut în concepția creștină despre Dumnezeu. În ceea ce mă privește, această mărturisire este clară și fără rezerve, iar aceasta probabil că ar fi suficientă în cazul în care cărțile mele —Ben-Hur și The Prince of India— nu ar fi determinat mai multe persoane să facă presupuneri cu privire la crezul meu .... eu nu sunt un membru al vreunei biserici sau cult și nici nu am fost vreodată. Nu din cauza faptului că bisericile sunt inacceptabile pentru mine, ci pur și simplu pentru că libertatea mea este plăcută, iar eu nu cred că sunt suficient de bun pentru a primi împărtășania.

## Istoricul publicării
Vânzarea inițială a lui Ben-Hur a fost lentă, doar 2.800 de exemplare au fost vândute în primele șapte luni, dar în cursul următorilor doi ani cartea a devenit tot mai populară în rândul cititorilor. La începutul celui de-al treilea an se vindeau 750 de exemplare în fiecare lună, iar prin 1885 media lunară a vânzărilor era de 1.200 de exemplare. Până în 1886 cartea i-a adus lui Wallace aproximativ 11.000 de dolari anual din drepturi de autor, o sumă substanțială la acea vreme, și a început să vândă, în medie, aproximativ 50.000 de exemplare pe an. Până în 1889 Harper and Brothers vânduseră 400.000 de exemplare. La zece ani de la publicarea sa inițială, cartea a ajuns la vânzări de 4.500 de exemplare pe lună. Un studiu realizat în 1893 cu privire la împrumuturile de carte din bibliotecile publice americane a constatat că Ben-Hur avea cel mai mare procent (83%) de împrumuturi în rândul romanelor contemporane. Ca un adaos la publicarea romanului complet, două părți au fost publicate ca volume separate: The First Christmas (1899) și The Chariot Race (1912).
În 1900 Ben-Hur a devenit cel mai bine vândut roman american al secolului al XIX-lea, depășind Coliba unchiului Tom a lui Harriet Beecher Stowe. Până la acel moment fuseseră tipărite 36 de ediții în limba engleză, precum și traduceri în alte douăzeci de limbi, inclusiv indoneziană și Braille. Istoricul literar James D. Hart a explicat că, pe la începutul secolului al XX-lea, „chiar dacă nu toți americanii au citit romanul, aproape toți au aflat de el”. S-a estimat că între 1880 și 1912 se vânduseră aproximativ un milion de exemplare ale cărții, iar în 1913 Sears Roebuck a comandat încă un milion de exemplare, ceea ce reprezenta la acel moment cel mai mare tiraj anual al unei cărți din istoria Americii, și le-a vândut la prețul de 39 de cenți bucata.
În primii douăzeci de ani de la publicarea ei, Ben-Hur a fost „a doua după Biblie cea mai bine vândută carte din America” și a rămas pe poziția a doua până când Pe aripile vântului (1936) a lui Margaret Mitchell a depășit-o. Într-o ediție din 1946 a lui Ben-Hur publicată de Grosset and Dunlap se preciza că 26 de milioane de exemplare ale romanului fuseseră tipărite până atunci. Odată cu lansarea adaptării cinematografice din 1959 a cărții, Ben-Hur a revenit în anii '60 în topul celor mai bine vândute cărți. La momentul aniversării centenarului cărții în 1980, Ben-Hur continua să se tipărească în tiraje ce se epuizau permanent și fusese adaptată pentru mai multe spectacole teatrale și filme.

## Teme majore
Ben-Hur este povestea romantică a unui nobil ficțional pe nume Iuda Ben Hur, care încearcă să-și salveze familia de nenorocirea abătută asupra ei și să restabilească onoarea numelui său de familie, câștigând în același timp dragostea unei evreice modeste pe nume Estera. Este, de asemenea, o poveste despre răzbunare și iertare spirituală, care înglobează temele bunăvoinței lui Dumnezeu și a mântuirii creștine. O temă populară în rândul cititorilor din timpul perioadei Gilded Age din America, atunci când romanul a fost publicat pentru prima dată, a fost ideea de a dobândi prosperitate printr-un comportament evlavios. Aceasta este portretizată în Ben Hur prin ridicarea din sărăcie a lui Iuda către o bogăție mare, prin provocările cu care se confruntă natura sa virtuoasă și prin răsplata materială și spirituală pe care o dobândește pentru eforturile sale.

## Stil literar
Povestea aventuroasă a lui Wallace este relatată din perspectiva lui Iuda Ben Hur. În unele ocazii, autorul se adresează în mod direct cititorilor săi. Wallace a înțeles că creștinii vor fi sceptici cu privire la o poveste ficțională a vieții lui Cristos, așa că a fost atent să nu-i ofenseze în scrierea sa. Ben-Hur „menține un respect pentru principiile de bază ale iudaismului și creștinismului”. În memoriile sale, Wallace a scris:
Lumea creștină nu ar tolera un roman avându-l ca personaj pe Isus Cristos și am știut asta... El nu trebuie să fie prezent ca actor în nicio scenă din creația mea. Oferirea unei căni cu apă lui Ben Hur la o fântână din apropierea Nazaretului este singura încălcare a acestei reguli... Am vrut să fiu atent din punct de vedere religios pentru că fiecare cuvânt pe care El l-a rostit trebuia să fie un citat literal dintr-unul dintre sfinții Săi biografi.
Wallace a folosit doar dialoguri din Biblia regelui Iacob pentru cuvintele lui Isus. El a creat, de asemenea, scene realiste în care apăreau Isus și principalul personaj ficțional Iuda și a inclus o descriere fizică detaliată a lui Cristos, care nu era tipică pentru ficțiunea biblică din secolul al XIX-lea. În povestea lui Wallace, Iuda „văzu o față pe care n-o mai uită după aceea niciodată: fața unui tânăr cam de vârsta lui, adumbrită de bucle auriu-închis; un chip plin de blândețe și de bunătate, ai cărui ochi albaștri, adânci, priveau atât de plini de iubire și de sfântă seriozitate încât fascinau”.
Romanul istoric este plin de acțiune romantică și eroică, conținând descrieri realiste și detaliate cu meticulozitate ale peisajelor și personajelor sale. Wallace s-a străduit să confere precizie descrierilor sale, precum și mai multor scene de acțiune memorabile, dintre care cea mai celebră era cursa de care din Antiohia. Wallace a dedicat patru pagini ale romanului unei descrieri detaliate a arenei din Antiohia. Spre deosebire de adaptarea cinematografică din 1959 a lui Ben Hur, în care Messala este un personaj negativ care trișează prin adăugarea unor vârfuri de săgeți la roțile carului său, romanul lui Wallace îl descrie pe Iuda ca un concurent agresiv, care distruge din spate carul lui Messala și-l lasă să fie călcat în picioare de cai. Romanul lui Wallace a explicat că mulțimea „nu observă că lovise cu oiștea ferecată a carului roata dindărăt a lui Messala”.

## Receptare publică și aprecieri critice
Ben Hur a fost popular la momentul apariției sale, în ciuda vânzărilor inițiale modeste și a recenziilor mixte ale criticilor literari contemporani, care „au considerat romantismul său depășit și acțiunea moale”. Revista Century l-a numit „anacronism”, iar The Atlantic a criticat aspru descrierile ca fiind „prea abundente”. Pentru cititorii săi, totuși, cartea „a rezonat cu unele dintre cele mai importante aspecte ale culturii victoriene târzii: clasă socială și familie; sclavie și libertate; etnie și imperiu; naționalitate și cetățenie”. Având cursa de care ca atracție centrală și personajul Iuda ca o „figură eroică”, Ben Hur s-a bucurat de o largă popularitate în rândul cititorilor, precum romanele ieftine ale acelor vremuri; cu toate acestea, prezența sa constantă în listele celor mai importante cărți din literatura americană a rămas o sursă de frustrare pentru mai mulți critici literari în decursul timpului.
Romanul a avut milioane de fani, printre care mai mulți oameni politici influenți. Președintele SUA și generalul din Războiul Civil American Ulysses S. Grant, președintele american James Garfield și Jefferson Davis, fostul președinte al Statelor Confederate ale Americii, au fost fani entuziaști. Garfield a fost atât de impresionat încât l-a numit pe Wallace în postul de ministru al Statelor Unite în Imperiul Otoman, cu sediul la Constantinopol. Wallace a servit în acest post diplomatic din 1881 până în 1885.
Ben Hur a fost publicat într-o perioadă în care Statele Unite ale Americii încerca să depășească războiul și se afla în plină reconstrucție. Un cercetător susține că Ben Hur a devenit atât de popular încât „a contribuit la reunirea națiunii în anii care au urmat Reconstrucției”. S-a sugerat că motivele receptării pozitive de către sudiști a unei cărți scrise de Wallace, un fost general al Uniunii, au fost mesajul său de compasiune ce a înlocuit dorința de răzbunare și descrierea sugestivă a proprietarilor de sclavi. Poetul, redactorul și veteranul confederat Paul Hamilton Hayne a descris Ben Hur ca „simplu, necomplicat, dar elocvent”.
Unii critici au evidențiat mai multe probleme precum personajele și dialogurile plate, coincidențele improbabile și descrieri lungi și plictisitoare ale peisajelor și spațiilor de desfășurare a acțiuni, dar alții au remarcat intriga bine structurată și povestea interesantă, cu amestecul său neobișnuit de romantism, evlavie spirituală, acțiune și aventură. O recenzie publicată în 1905 în New York Times considera că Ben Hur este capodopera lui Wallace, menționând în continuare că „ea folosește fraze nesofisticate și neliterare. Oamenii care citesc multe alte opere de valoare rareori citesc Ben Hur”.
Romane populare despre viața lui Cristos precum The Prince of the House of David (1855) al reverendului J. H. Ingraham au precedat romanul lui Wallace, în timp ce altele ca de exemplu „In His Steps”: What Would Jesus Do? (1897) al lui Charles M. Shedon l-au urmat, dar Ben Hur a fost printre primele care l-au transformat pe Isus într-un personaj important de roman. Membrii clerului și alte persoane au lăudat descrierea detaliată de către Wallace a Orientului Mijlociu din timpul vieții lui Isus și i-au încurajat pe enoriași să citească romanul acasă și în timpul Școlii de duminică. Un preot romano-catolic i-a scris lui Wallace: „Mesia apare în fața noastră așa cum mi-am dorit întotdeauna să-l văd reprezentat”.
Cititorii au considerat, de asemenea, că romanul lui Wallace a făcut povestea lui Isus mai credibilă prin realizarea unor descrieri vii ale Țării Sfinte și prin introducerea personajului Iuda în scenele povestite în Evanghelii. Un fost alcoolic, George Parrish din Kewanee, Illinois, i-a scris autorului o scrisoare în care afirma că Ben Hur l-a făcut să renunțe la alcool și să găsească religia. Parrish a precizat: „Părea să-l aducă pe Cristos în casa mea așa cum nimic altceva nu ar fi putut să o facă”. Alții care au fost inspirați de roman s-au dedicat slujirii creștine și au devenit misionari, unii dintre ei ajutând la traducerea lui Ben Hur în alte limbi. Acest tip de sprijin religios a contribuit ca Ben Hur să devină unul dintre cele mai bine vândute romane ale acelor vremuri. El nu numai că a redus rezistența publicului american față de roman ca formă literară, dar adaptările sale ulterioare au contribuit la transformarea unor segmente de public creștin în spectatori de teatru și film.

## Traduceri în limba română
Prima traducere în limba română a fost realizată de prozatorul și poetul ardelean Ion Gorun (1863–1928) și publicată în perioada interbelică sub titlul Ben Hur (Editura Ig. Hertz, București, f.a.; reeditată de Editura Hermes din București în 1992, de Editura Prietenii Cărții din București în 1999, de Editura Gramar Mondero din București în 2008 și de Editura ALFA din Iași în 2012). Alte traduceri au mai fost realizate de preotul Gh. D. Vișan (publicată de Editura ziarului Universul din București în 1931; reeditată de Editura Grafoart din București în 1990, de Editura Apollo din București în 1994 și de Editura Nopți Albe din București în 1998 sub titlul Sub semnul lui Hristos. Ben Hur), Mircea Munteanu (publicată de Editura Litera Internațional din București–Chișinău în 2004) și Lidia Grădinaru (publicată de Editura Leda din București în 2005; reeditată de Editura Adevărul Holding din București în 2010 și de Editura Corint din București în 2015).

## Adaptări

### Teatru

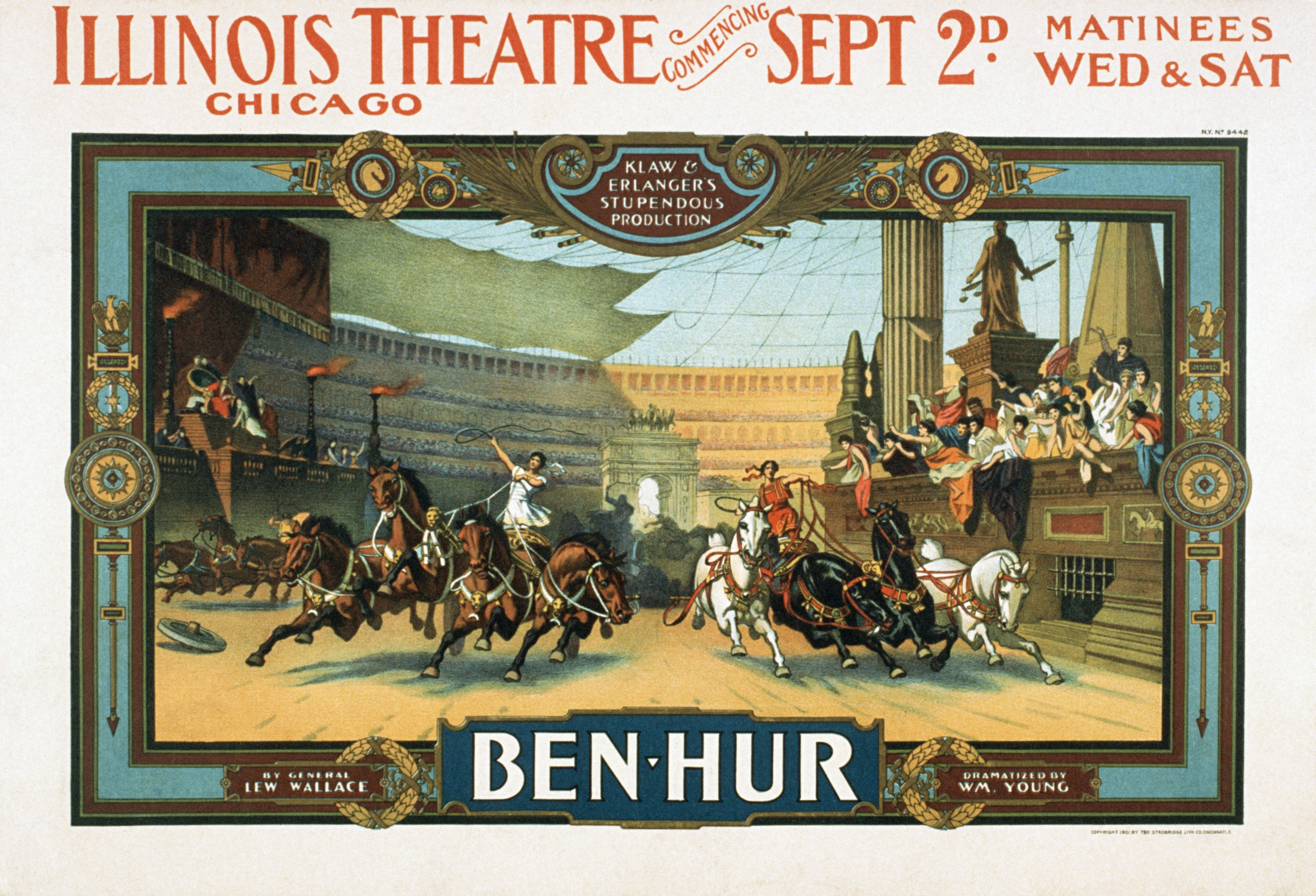
Afiș din 1901 pentru o reprezentație a piesei la Illinois Theatre, Chicago

După publicarea romanului în 1880, Wallace a primit un număr mare de cereri de dramatizare a operei pentru a fi jucată pe scena de teatru, dar nu a cedat, argumentând că nimeni nu ar putea să-l înfățișeze cu exactitate pe Cristos pe scenă sau să recreeze o cursă de care realistă. Autorul a fost impresionat însă de soluția sugerată de dramaturgul William Young pentru a-l reprezenta pe Isus cu o rază de lumină. În 1899 Wallace a încheiat un acord cu producătorii teatrali Marc Klaw și Abraham Erlanger pentru a-și transforma romanul într-o adaptare teatrală. Piesa rezultată a avut premiera pe scena Broadway Theater din New York în 29 noiembrie 1899. Criticii au publicat recenzii mixte, dar spectatorii, mulți dintre ei aflați pentru prima dată la teatru, au apreciat fiecare reprezentație. Piesa a avut succes, fiind vândute 25.000 de bilete pe săptămână. Începând din 1899 și până în ultima reprezentație din 1921, piesa a fost jucată în săli mari din orașe americane precum Boston, Philadelphia, Chicago și Baltimore, dar și în străinătate la Londra (Anglia), Sydney și Melbourne (Australia). Adaptarea teatrală a fost văzută de aproximativ douăzeci de milioane de spectatori, iar William Jennings Bryan a pretins că a fost „cea mai mare piesă jucată pe scenă din punct de vedere al tonului său religios”. Popularitatea sa a contribuit la apariția unei noi categorii de spectatori la teatru, „mulți dintre ei enoriași devotați, care fusese anterior suspicioși cu privire la teatru”.
Momentul-cheie al spectacolului a recreat cursa de care cu cai vii și care adevărate care alergau pe benzi ce se roteau pe fundal. Decorul elaborat și reprezentația au fost realizate într-o perioadă „când teatrul își dorea să fie cinema”.
După ce Wallace a văzut decorurile elaborate a exclamat: „Dumnezeule! Eu am pus toate astea în mișcare?”
Atunci când piesa a fost reprezentată la Londra în 1902, criticul de teatru de la The Era a descris modul în care a fost realizată cursa de care cu „patru leagăne mari” de 20 de picioare (6,1 m) lungime și 14 picioare (4,3 m) lățime, care se mișcau „în spate și în față pe șine”, în timp ce caii erau asigurați cu cabluri din oțel invizibile, galopând pe benzile de alergare către public. Fundalul era format dintr-o cicloramă vastă, care se învârtea în direcția opusă pentru a crea iluzia unei viteze mari. Benzi de cauciuc înfășurau roțile carelor, în timp ce ventilatoarele creau nori de praf. Producătorii au importat treizeci de tone de echipamente de scenă din Statele Unite, au angajat o distribuție mai mare de 100 de persoane și au realizat decoruri cu fântâni, palmieri și o galeră romană ce se scufunda. Un critic pentru The Illustrated London News a descris producția londoneză din 1902 ca „o minune a iluziei teatrale”, care a fost „memorabil mai presus de orice”, în timp ce criticul de la The Sketch a numit-o „palpitantă și realistă ... suficient pentru a aduce avere oricărei reprezentații” și a remarcat că „scena care trebuie să suporte greutatea de 30 de tone a carelor și cailor, pe lângă mulțimea uriașă, a trebuit să fie în mod expres consolidată pentru a rezista la încărcătură”.
În anul 2009 Ben Hur Live a fost pusă în scenă în Arena O2 din peninsula Greenwich de la Londra. Ea prezenta o cursă de care adevărată, o luptă de gladiatori și o luptă pe mare. Spectacolul folosea 46 de cai, 500 de tone de nisip special și o echipă de 400 de persoane. Toate dialogului din spectacol erau în latină și aramaică (limbi vorbite în acea perioadă), cu o narațiune voiceover. Cu toate acestea, în ciuda reprezentației grandioase, un critic pentru The Guardian a remarcat că spectacolul nu reușea să inspire imaginația publicului său. În contrast, Battersea Arts Centre din Londra a prezentat în 2002 o versiune mai mică a lui Ben-Hur cu o distribușie limitată la zece actori și o cursă de care.

### Film, radio și televiziune
Dezvoltarea cinematografului ce a avut loc ulterior publicării romanului a determinat realizarea unor adaptări cinematografice în 1907, 1925, 1959, 2003, 2016, și a unui miniserial TV nord-american în 2010.
În 1907 Sidney Olcott și Frank Oakes Ross au regizat un film de scurtmetraj pentru Compania Kalem, care s-a inspirat din carte, dar fără a avea permisiunea moștenitorului lui Wallace sau a editorului cărții. Henry Wallace, fiul autorului, producătorii teatrali Klaw și Erlanger și editorul cărții, Harper and Brothers, i-au dat în judecată pe producătorii filmului pentru încălcarea legii dreptului de autor din SUA. Cazul reper, Kalem Co. vs. Harper Brothers (1911) [222 U.S. 55 (1911)], a ajuns la Curtea Supremă a SUA care a stabilit un precedent legal pentru drepturile de adaptare cinematografică a operelor literare și teatrale. Hotărârea curții a impus companiei de film să plătească 25.000 de dolari daune, plus cheltuieli de judecată.
Fiul lui Wallace a continuat să primească oferte de a vinde drepturile de ecranizare a cărții, după moartea tatălui său. Henry a refuzat toate ofertele până în 1915, când s-a răzgândit și a încheiat un acord cu Erlanger pentru suma de 600.000 de dolari. Metro-Goldwyn-Mayer a obținut mai târziu drepturile de ecranizare. Adaptarea cinematografică din 1925 a lui Ben-Hur, regizată de Fred Niblo, i-a avut în rolurile principale pe Ramón Novarro (Ben-Hur) și Francis X. Bushman (Messala). Filmările au început în Italia și au fost finalizate în Statele Unite ale Americii. Filmul a costat MGM 3,9 milioane de dolari, devenind astfel cel mai scump film mut din istorie. Premiera filmului a avut loc în 20 decembrie 1925, la Teatrul George M. Cohan din New York. El a avut parte de recenzii pozitive și a devenit unul dintre filmele mute cu cele mai mari încasări ale epocii.
În anul 1955 MGM a început să planifice realizarea unei noi versiuni a filmului ce urma să fie regizată de William Wyler, care lucrase ca regizor asistent la cursa de care în filmul din 1925. Adaptarea cinematografică din 1959 a lui Ben-Hur i-a avut în rolurile principale pe Charlton Heston (Iuda Ben Hur) și Stephen Boyd (Messala). Filmările au fost realizate la Roma și s-au finalizat la 7 ianuarie 1959. Valoarea estimată a costurilor de 12,5-15 milioane de dolari l-a transformat în cel mai scump film făcut până la acel moment; el a fost, de asemenea, printre cele mai de succes filme realizate vreodată. Filmul a avut premiera la Teatrul de Stat Lowe din New York, în 18 noiembrie 1959. El a adus încasări de peste 40 de milioane de dolari la box-office și încă aproximativ 20 de milioane de dolari din venituri comerciale adiacente.
Romanul lui Wallace a fost eclipsat de popularitatea adaptării cinematografice realizate în 1959 de Wyler, un „blockbuster pentru MGM”, care a obținut un număr record de unsprezece premii Oscar din partea Academy of Motion Picture Arts and Sciences și a devenit filmul cu cele mai mari încasări din 1960. Heston, care a câștigat în 1960 premiul Oscar pentru cel mai bun actor, l-a considerat „cel mai bun film al său”; Wyler a obținut premiul Oscar pentru cel mai bun regizor. În anul 1998 American Film Institute a înscris filmul lui Wyler în lista celor mai bune 100 de filme americane ale tuturor timpurilor. Gore Vidal, care a fost coscenarist, a declarat că i-a adăugat un subtext homo-erotic.
O dramatizare în patru părți a cărții a fost realizată de BBC Radio 4 și difuzată pentru prima dată în Marea Britanie în martie–aprilie 1995, cu o distribuție din care făceau parte Jamie Glover (Ben-Hur), Samuel West și Michael Gambon.

### Filme și adaptări teatrale
- Ben-Hur (piesă de teatru), o piesă care a avut premiera pe scena din Broadway (New York) la 29 noiembrie 1899.[88]
- Ben Hur (film din 1907), un scurtmetraj mut.[88]
- Ben-Hur (film din 1925), un film mut realizat de MGM cu Ramón Novarro în rolul principal; a avut premiera la New York în 20 decembrie 1925.[95]
- Ben-Hur (film din 1959), un film sonor realizat de MGM cu Charlton Heston în rolul principal; a avut premiera la New York în 28 noiembrie 1959.[99]
- Ben Hur (film din 2003), un film animat lansat direct pe casetă video cu vocea lui Charlton Heston
- Ben Hur Live, o adaptare teatrală din 2009
- Ben Hur (miniserial TV), o adaptare din 2010
- Ben-Hur (film din 2016), o adaptare cinematografică realizată de MGM și Paramount Pictures programată pentru lansare în august 2016.[103][104]

### Cărți
Succesul lui Ben-Hur a încurajat publicarea altor povestiri istorice romantice petrecute în antichitate precum The Gladiator: A Tale of Rome and Judea (1870) de G. J. Whyte-Melville, Barabbas (1901) de Marie Corelli și Titus, A Comrade of the Cross (1897) de Florence Morse Kingsley. Alte romane au adaptat povestea lui Wallace: Ben-Beor (1891) de H. M. Blen, Esther: A Sequel to Ben-Hur (1892) de J. O. A. Clark, Dion and Sibyls (1898) de Miles Gerald Keon și Adnah (1902) de J. Breckenridge Ellis.
Cel puțin opt traduceri ale cărții în ebraică au fost realizate între 1959 și 1990. Unele dintre aceste versiuni au implicat restructurarea în întregime a narațiunii, inclusiv schimbări aduse personajului și reducerea ponderii temelor creștine.
În 2016, stră-strănepoata lui Lew, Dr. Carol Wallace, urmează să lanseze o nouă versiune romanțată a lui Ben-Hur, cu o proză actualizată în stilul secolului al XXI-lea, care să însoțească noua versiune cinematografică a poveștii.

## Ben Hurîn cultura populară
Succesul lui Ben-Hur a condus, de asemenea, la popularitatea sa ca instrument de promovare și prototip în cultura populară. Deși nu a fost singurul roman asociat cu produse ale culturii populare, Wallace și editorul său au fost primii care l-au protejat în mod legal și au promovat cu succes utilizarea operelor literare în scopuri comerciale. În deceniile următoare publicării romanului, Ben-Hur și celebra cursă de care au devenit binecunoscute în cultura populară ca o marcă „respectată, atrăgătoare și memorabilă” și o pictogramă ușor de recunoscut cu un impact comercial.
Romanul a fost asociat cu produse comerciale precum făina Ben-Hur, produsă de Royal Milling Company of Minneapolis, Minnesota, și o linie de articole de toaletă Ben-Hur, inclusiv parfumul Ben-Hur realizat de Andrew Jergens Company of Cincinnati, Ohio. Printre alte bunuri de larg consum au fost biciclete, trabucuri, automobile, ceasuri și produse pentru igiena părului intitulate Ben-Hur. Numele și imaginile lui Ben-Hur au apărut, de asemenea, în reclame de revistă pentru produse Honeywell, Ford și Green Giant. După ce MGM a lansat adaptarea cinematografică din 1959 a romanului, studio a acordat licențe unor sute de companii pentru a crea produse conexe, inclusiv haine în stil Ben-Hur, bunuri de uz casnic, bijuterii, produse alimentare și meșteșugărești și figurine.

## Omagii
Mai multe omagii aduse celei mai faimoase cărți a lui Wallace și eroului său ficțional au fost ridicate în apropiere de casa lui Wallace din Crawfordsville, Indiana. General Lew Wallace Study and Museum îl onorează pe personajul Iuda Ben Hur printr-o friză de calcar a feței sale imaginate amplasată deasupra intrării în birou. Piatra de pe mormântul lui Wallace din cimitirul din Crawfordsville, Indiana, unde este îngropat autorul, conține o propoziție rostită de personajul Baltazar în Ben Hur: „I would not give one hour of life as a soul for a thousand years of life as a man” („Eu n-aș da o oră de viață ca suflet pentru o mie de ani de viață ca om”).